# سید ابوالحسن نواب
سید ابوالحسن نواب روحانی ایرانی و رئیس سابق دانشگاه ادیان و مذاهب است که در سال ۱۳۳۷ در شهرضا متولد شد. او در سال ۱۳۴۹ خورشیدی برای تحصیل علوم اسلامی وارد مدرسه حقانی در قم شد. وی از نزدیکان علی قدوسی و سید محمد بهشتی بود و در ابتدای انقلاب ۱۳۵۷ وارد فعالیت‌های حکومتی شد. برادر او سید محمدحسین نواب در جریان جنگ بوسنی در شهر موستار کشته شد.
وی بنیان گذار و عضو هیئت علمی دانشگاه ادیان و مذاهب است. او از سال ۱۳۷۶ تا ۱۳۸۹ خورشیدی مدیر مرکز خدمات حوزه‌های علمیه بود که حکم انتصابش از سوی سید علی خامنه‌ای صادر می‌شد. او در سال ۱۳۹۲ برای شرکت در یازدهمین دوره انتخابات ریاست جمهوری ثبت نام کرد. او در سال ۹۴ نامزد شرکت در انتخابات مجلس خبرگان رهبری از استان آذربایجان غربی شده بود.